# Ana Maria de Almeida Camargo
Ana Maria de Almeida Camargo (Amparo, 10 de abril de 1945 - São Paulo, 24 de setembro de 2023) foi uma historiadora e arquivista brasileira. Professora da Faculdade de Filosofia, Letras e Ciências Humanas da Universidade de São Paulo, é considerada uma referência da arquivologia brasileira, em especial por conta de sua pesquisa sobre a violação aos direitos humanos na ditadura civil-militar brasileira. Participou do projeto Brasil: Nunca Mais.